# عبد الرحمن كامارا
عبد الرحمن كامارا (بالإنجليزية: Abdul Rahman Kamara)‏ هو لاعب كرة قدم سيراليوني، ولد في 27 أكتوبر 1989 في فريتاون في سيراليون. شارك مع منتخب سيراليون لكرة القدم. أما مع النوادي، فقد لعب مع نادي كالون.